# Yaroslavl
Yaroslavl (tiếng Nga: Ярославль) là một thành phố và là trung tâm hành chính của tỉnh Yaroslavl, nằm cách 250 km (155 dặm) về phía đông bắc Moskva. Khu vực lịch sử của thành phố là một Di sản thế giới được UNESCO công nhận, nằm ở hợp lưu của sông Volga và Kotorosl. Đây là một trong những thành phố của Vành đai Vàng, một nhóm các thành phố lịch sử ở phía đông bắc Moskva đóng vai trò quan trọng trong lịch sử nước Nga. Dân số của thành phố hiện là 591.486 người (điều tra dân số 2010) và trước đây là 613.088 người (điều tra dân số năm 2002).

## Địa lý

### Vị trí
Thành phố nằm ở phía đông của tỉnh Yaroslavl. Đây là thủ phủ của tỉnh Yaroslavl, nằm cách 283 km (175 dặm) về phía đông bắc Moskva. Các đô thị lớn gần nhất là Tutayev, Gavrilov-Yam và Nerekhta. Trung tâm lịch sử của Yaroslavl nằm ở phía bắc cửa sông Kotorosl trên hữu ngạn của sông Volga. Toàn bộ khu đô thị của thành phố có diện tích khoảng 205 km ² và bao gồm một số vùng lãnh thổ phía nam Kotorosl và bờ trái của sông Volga. Với gần 600.000 người, Yaroslavl là thành phố lớn nhất bên sông Volga cho đến khi nó chảy đến Nizhny Novgorod. Đây là một nút giao thông lớn với nhiều tuyến đường bộ, đường sắt, đường thủy quan trọng. Trong thực tế nhiều các tuyến đường kết nối Yaroslavl với Moskva và xa hơn nữa là đường cao tốc hai làn xe.
Yaroslavl và tỉnh của nó nằm trong khu vực trung tâm của đồng bằng Đông Âu, trong khu vực phía Đông Bắc Moskva đặc trưng bởi những ngọn đồi thoải và cảnh quan nói chung không bằng phẳng. Tuy nhiên, hầu hết những ngọn đồi cao không quá 200 mét. Tiêu biểu cho khu vực này, trong và xung quanh Yaroslavl là  những khu rừng hỗn giao và rừng lá kim, ngoài ra còn có những khu vực đầm lầy rộng lớn.

### Khí hậu
Yaroslavl và khu vực địa phương của nó có khí hậu ôn đới lục địa điển hình, so với Trung và Tây Âu. Điều này khiến tại đây có tuyết rơi nhiều hơn, lạnh hơn, nhưng mùa đông khô, và mùa hè ấm áp, ôn hòa.
Mùa đông thường bắt đầu vào tháng 11 và kéo dài trong năm tháng tiếp theo. Tháng lạnh nhất trong năm thường là vào tháng 1 với nhiệt độ trung bình là −12 °C (10 °F). Tuy nhiên thời tiết có thể xuống tới −20 °C (−4 °F) và trong một số trường hợp là −35 đến −40 °C (−31 đến −40 °F). Nhiệt độ thấp nhất ghi lại được là −46 °C (−51 °F). Các tháng mùa xuân điển hình với việc ít mưa. Từ cuối tháng 3 đến tháng 4, nhiệt độ là 20 °C (68 °F), băng tuyết bắt đầu tan để lộ ra những tán lá. Mùa hè ở Yaroslavl thường ẩm ướt với một số cơn mưa lớn. Nắng nóng cực điểm vào tháng 6-7 với nhiệt độ trung bình ngày 23,3 °C (73,9 °F), cao nhất ngày là 30 °C (86 °F). Mùa thu kéo dài hai tháng bắt đầu từ tháng 9 đặc trưng bởi độ ẩm cao, ít nắng và nhiệt độ thất thường. Lượng mưa trung bình năm của thành phố là 591 mm, trong đó tháng cao nhất là 84 mm vào tháng 7.

## Du lịch và văn hóa

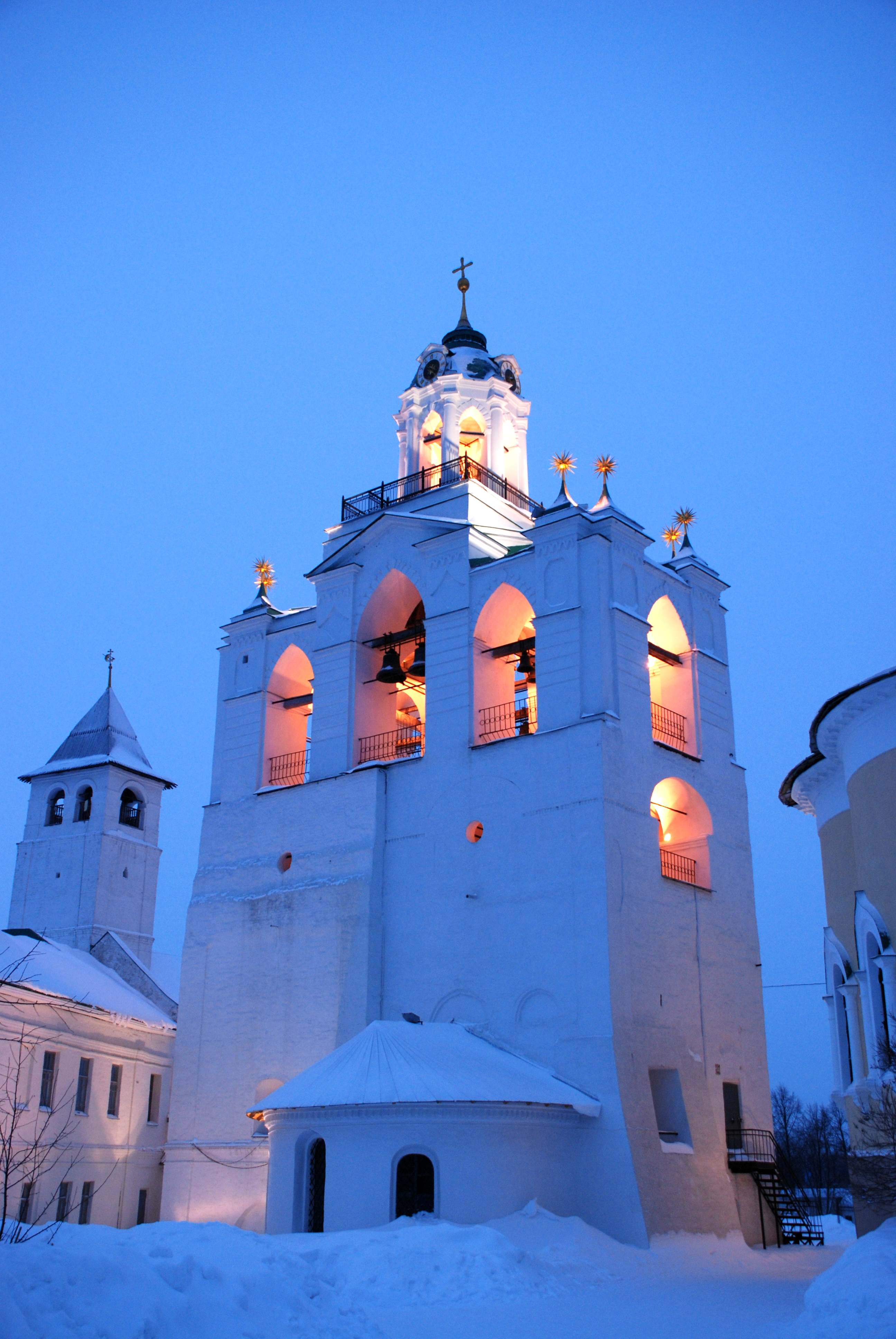
Tháp chuông của tu viện Spaso-Preobrazhensky

Yaroslavl là một trong tám thành phố của Vành đai Vàng của Nga, một nhóm các đô thị lịch sử quanh Moskva. Thành phố nằm ở đông bắc của vành đai này và là thành phố lớn nhất trong số đó. Nó được biết đến với giá trị về kiến trúc và văn hóa.

### Kiến trúc
Bất chấp những ảnh hưởng của Nội chiến Nga và một số cuộc không kích trong Thế chiến II, thành phố Yaroslavl vẫn giữ được rất nhiều đặc điểm của một đô thị thế kỷ 17, 18 và 19. Điều này đã giúp thành phố dễ nhận biết như một tượng đài cho sự phát triển kiến trúc và phong cách của Tsardom Nga. Trung tâm của thành phố, có diện tích khoảng 600 hecta là nơi có khoảng 140 di tích kiến trúc được liên bang bảo vệ. Kể từ năm 2005, khu vực này cùng với Tu viện Spaso-Preobrazhensky ở Rostov đã được đưa vào danh sách Di sản thế giới của UNESCO.
Khu phố cổ của thành phố có hình tam giác, được giới hạn ở phía đông và nam bởi sông Kotorosl và Volga và phía còn lại là những con phố có từ thế kỷ 18, 19. Khu vực được xây dựng từ năm 1506-1516 trên nền móng của khu vực trước đó được xây dựng từ 1216–1224. Vào thế kỷ 16, bức tường đá đầu tiên được xây dựng xung quanh tu viện. Chính từ tu viện này, một đội quân tình nguyện do Minin và hoàng tử Pozharsky lãnh đạo đã lên đường giải phóng Moskva khỏi quân xâm lược Ba Lan. Vào năm 1787, tu viện đã bị đóng cửa và chuyển đổi thành nơi cư trú của các giám mục Yaroslavl và Rostov. Vào thời điểm đó, các tòa nhà tu viện bắt đầu được xây dựng lại.
Công trình nổi tiếng nhất tại thành phố là Tu viện Spaso-Preobrazhensky, được xây dựng từ thế kỷ 12 khiến nó là tòa nhà cổ nhất tại Yaroslavl. Nhà thờ của tu viện được xây dựng từ năm 1516. Đây là công trình tiêu biểu của một tu viện Nga thời Trung Cổ. Nó không chỉ là một nơi thờ cúng mà còn là một thành trì, một Kremli trong thời chiến. Điều này vẫn còn có thể nhìn thấy ngày nay khi tu viện được bao quanh bởi một bức tường sơn trắng dày có từ thế kỷ 16, với tháp canh và các tòa tháp. Trong các bức tường này có các nhà thờ lớn, với những tòa tháp được sắp xếp bất đối xứng và nội thất được trang trí đẹp mắt, tạo nên những ví dụ tuyệt vời về kiến trúc truyền thống của Nga. Ngoài ra, còn có một cổng nhà thờ, trong đó nhà ngục và ngân khố của tu viện được kết nối với nhau. Tu viện từ lâu đã có một vị trí quan trọng trong lịch sử của Yaroslavl và mặc dù ngày nay là một bảo tàng, nó vẫn đóng một vai trò quan trọng trong cuộc sống của thành phố.

## Thành phố kết nghĩa
| - Burlington, Hoa Kỳ - Coimbra, Bồ Đào Nha - Đà Nẵng, Việt Nam - Kazan, Nga (từ năm 2003) | - Exeter, Vương quốc Anh - Hanau, Đức - Jyväskylä, Phần Lan | - Kassel, Đức - Poitiers, Pháp - Palermo, Italia |

## Liên kết
- Official website of Yaroslavl
- Yaroslavl Business Directory
- Panoramas of Yaroslavl
- Contemporary architecture of Yaroslavl
- Photos Lưu trữ ngày 22 tháng 2 năm 2013 tại Wayback Machine
- Volkov theater
- Yarslavl - 1000 Glorious years Lưu trữ ngày 26 tháng 10 năm 2019 tại Wayback Machine (bằng tiếng Anh)